# John Roy
John Roy, född 1802, död 1861, var en svensk jurist.
John Roy var fiskal i Göta hovrätt och blev häradshövding i Kinds och Redvägs domsaga 1839. Han tjänstgjorde som sekreterare hos bondeståndet vid 1853 års riksdag. Roy var justitieråd i Högsta domstolen 1855–1858.